# Catocala aurella
Catocala aurella là một loài bướm đêm trong họ Erebidae.